# Adolfo J. de Bold
Adolfo J. de Bold OC (* 14. September 1942 in Paraná, Argentinien; † 22. Oktober 2021) war ein argentinisch-kanadischer Pathologe und Physiologe.

## Leben
De Bold studierte Medizin an der Universidad Nacional de Córdoba in Argentinien, wo er Physik, Pathologie und Histologie unterrichtete. Seine Facharztausbildung (Residency, Chief Residency) absolvierte er am Hospital Nacional de Clinicas in Córdoba. Ab 1974 war er Wissenschaftler an der Queen’s University (und am Hotel Dieu Hospital) in Kanada, wo er 1971 seinen Master-Abschluss machte und 1973 in Pathologie promoviert wurde. 1982 wurde er Associate Professor und 1985 Professor an der Queen’s University. 1986 wurde er Professor für Pathologie und Physiologie an der University of Ottawa. Er gehörte dem Board of Directors des University of Ottawa Heart Institute an und war dort Direktor des endokrinologischen Labors.
1981 gelang de Bold mit einigen anderen Wissenschaftlern, wie dem Nierenspezialisten Harald Sonnenberg, die Entdeckung eines vom Herzen ausgeschütteten Hormons, Atriales natriuretisches Peptid (ANP, ANF), mit dem der Blutdruck reguliert wird. Er ließ sich das Hormon auch patentieren. Die Entdeckung, dass das Herz Hormone erzeugt, kam damals überraschend, obwohl schon länger bekannt war, dass im Atrium (Vorhof) Granula vorhanden waren, die typisch waren für Gewebe, das Polypeptid-Hormone sezerniert, und dass die Dehnung des Atriums eine vermehrte Sekretion von Wasser und Natriumionen zur Folge hat (was man aber auf einen neuronalen Reflex zurückführte).
1986 erhielt er den Gairdner Foundation International Award und den Science Achievement Award der American Society for Hypertension sowie den Research Achievement Award der Canadian Cardiovascular Society. 1988 erhielt er die Medal of Excellence in Research der Royal Society of Canada, 1994 den Ciba Award der American Heart Association und er erhielt den Research Achievement Award der International Society of Hypertension. 2014 wurde er in die Canadian Medical Hall of Fame aufgenommen. Er war Fellow der Royal Society of Canada und der American Association for the Advancement of Science.
Er war kanadischer Staatsbürger.